# Védaná
A védaná (páli; szanszkrit) buddhista fogalom, amelyet általában úgy fordítanak magyarra, hogy "érzés"  vagy "érzelem". Általánosságban a vedaná a kellemes, a kellemetlen és a semleges érzéseket jelenti, amelyek akkor lépnek fel, amikor a belső érzékszerveink kapcsolatba kerülnek a külső érzékelési tárgyakkal és az ezekkel társított tudatosságokkal.
A páli vedaná szó nem arra az érzelemre vonatkozik, amelyet hétköznapi értelemben használunk és amely egy összetett jelenség, több mentális tényező közvetlen jelenléte mellett. Amikor például a hétköznapi életben azt mondjuk, hogy 'valaki megsértette az érzéseimet', az nem vedaná. A vedaná a tapasztalás pszichológiai értelemben vett érzelmi kvalitására utal, amely lehet kellemes, kellemetlen vagy semleges.
A buddhista tanokon belül a vedanát a következőféleképpen szokták azonosítani:
- a théraváda Abhidharma hét egyetemes mentális tényezője közül az egyik
- a mahájána Abhidharma öt egyetemes mentális tényezője közül az egyik
- a függő keletkezés láncszemei közül a hetedik (théraváda és mahájána)
- az öt szkandha (théraváda és mahájána)
- a négyrétű éberség gyakorlatán belül az összpontosítás egyik tárgya

A tizenkét láncszem összefüggésében a vedaná utáni sóvárgás és ragaszkodás vezet a szenvedéshez. Ennek ellentéteként a vedaná koncentrált ébersége és tiszta megértése elvezethet a megvilágosodáshoz és a szenvedések okainak megszüntetéséhez.

## Tulajdonságok
Általánosságban a páli kánonban a vedanát háromféleképpen fogalmazzák meg és hat "osztályba" sorolják. Egyes beszédekben hosszabb a vedanák felsorolása, van amelyikben például 108 fajtát különböztetnek meg.

### Három mód, hat osztály
A kanonikus beszédekben (Szutta-pitaka) Buddha azt tanítja, hogy három fajta vedaná létezik: 
- kellemes (szukha)
- kellemetlen (dukkha)
- se nem kellemes, se nem kellemetlen (adukkham-aszukha, néha úgy nevezik, hogy "semleges")

A páli kánon többi részeiben a vedanának hat osztályát különböztetik meg, amelyek az érzékszervek, a külső érzékelési tárgyak és az ezekkel kapcsolatos tudatosságok különböző fajta kapcsolódásainak felel meg. Ezek:
- a szem, a forma és a szem-tudatosság kapcsolódásából fellépő érzelem
- a fül, a hang és a fül-tudatosság kapcsolódásából fellépő érzelem
- az orr, a szag és az orr-tudatosság kapcsolódásából fellépő érzelem
- a nyelv, az íz és a nyelv-tudatosság kapcsolódásából fellépő érzelem
- a test, az érintés és a test-tudatosság kapcsolódásából fellépő érzelem
- a tudat, a gondolat és a tudat-tudatosság kapcsolódásából fellépő érzelem

### Kettő, három, öt, hat, 18, 36, 108 fajta
Néhány beszédben különböző számú vedanát sorolnak fel (kettőtől 108-ig):
- két fajta érzelem: fizikai és mentális
- három fajta: kellemes, fájdalmas, semleges
- öt fajta: kellemes fizikai, fájdalmas fizikai, kellemes mentális, fájdalmas mentális, közömbös
- hat fajta: mindegyik érzékszervnek egy (szem, fül, orr, nyelv, test, tudat)
- 18 fajta: a három fajta érzés a hat érzékszerv által
- 36 fajta: a háztulajdonos 18 fajta érzése és a világi élettől visszavonult 18 fajta érzése
- 108 fajta: a 36 fajta érzés a múltban, a jelenben és a jövőben.

A poszt-kanonikus irodalmak közül a Viszuddhimagga az öt fajta érzelmet sorolja fel.

## Kanonikus értelmezések
A vedaná fogalma kulcsfontosságú a következő páli kánonhoz tartozó irodalmakban:
- az "öt lét-halmaz"
- a "függő keletkezés" tizenkét feltétele
- az "éberség négy alapja"

### Mentális lét-halmazok
A vedaná a ragaszkodás (szanszkrit, páli: upádána öt lét-halmaza közül az egyik (szanszkrit: szkandha; páli: khandha); Lásd: 2. ábra a jobb oldalon). A fent említett kánonban az érzelem az érzékszerv, a tárgy és a tudat kapcsolatából keletkezik.

### Központi feltétel
A függő keletkezés láncolatában (szanszkrit: pratítjaszamutpáda; páli: paticcsaszamuppáda), a Buddha a következőket magyarázza el: 
- a vedaná a kapcsolat (phassa) függvényében keletkezik
- a vedaná a sóvárgás függvényeként funkcionál (páli: tanhá; szanszkrit: trsná).[9]

### Éberség alap
Mindenhol a páli kánonban találunk utalásokat az éberség négy alapjára (szatipatthána): a test (kaja), érzések (vedaná), tudatállapotok (csitta) és mentális élmények (dhamma).  Ezt a négy alapot a megvilágosodáshoz vezető hét csoport tulajdonságai közé sorolják (bódipakkhijá-dhammá).  A buddhista meditációban használatos vedaná és egyéb szatipatthana megtalálható a Szatipatthána-szuttában és az Ánápánaszati-szuttában.